# Blágarét
Blágarét (románul: Vâlcelele, szlovákul: Ritoblaga), település Romániában, a Partiumban, Bihar megyében.

## Fekvése
Berettyószéplak mellett fekvő település.

## Története
Blágarét korábban Baromlak része volt. 1956-ban vált önálló településsé 49 lakossal.
1966-ban 320 lakosa volt, melyből 143 román, 31 magyar, 3 német, 143 szlovák. Az 1999-es népszámlálás adatai szerint 226 lakost számoltak össze itt, amelyből 58 román, 7 magyar, 36 cigány, 165 pedig szlovák nemzetiségűnek vallotta magát.
A 2002-es népszámláláskor 267 lakosa volt, melyből 69 román, 8 magyar, 32 cigány, 158 szlovák volt.